# لئونید کاندنیکو
لئونید کستانتینویچ کاندنیکو (اوکراینی: Леонід Костянтинович Каденюк؛ ۲۸ ژانویهٔ ۱۹۵۱ - ۳۱ ژانویهٔ ۲۰۱۸) سرتیپ نیروی هوایی اوکراین، و اولین فضانورد اهل اوکراین است که در استان چرنیوتسی زاده شد. وی در پرواز فضاپیمای کلمبیا در ۱۹۹۷ میلادی به عنوان بخشی از مأموریت بین‌المللی اس‌تی‌اس-۸۷ حضور داشته‌است.